# Plagiostenopterina yunnana
Plagiostenopterina yunnana är en tvåvingeart som beskrevs av Wang och Chen 2006. Plagiostenopterina yunnana ingår i släktet Plagiostenopterina och familjen bredmunsflugor. Inga underarter finns listade i Catalogue of Life.